# Vier motetten (Hovhaness)
Alan Hovhaness voltooide zijn Vier motetten opus 268 in 1973. Het schreef het werk voor a capella-koor. Strikt genomen zijn het geen motetten, want ze worden in de Engelse taal gezongen, dus niet in het Latijn. De teksten die Hovhaness gebruikte stammen uit de Hebreeuwse Bijbel.

## Delen

### Motet 1
- Blessed is the man that trusteth in the Lord, and whose hope the Lord is.
- (Jeremiah 17:7)

### Motet 2
- Help, Lord, for the godly man ceaseth
- for the faithful fail, from among the children of men
- The Words of the Lord are pure words
- (Psalmen 12:1.6)

### Motet 3
- Lord, who shall abide in thy tabernacle?
- Who shall dwell in thy holy hill?
- He that walketh uprightly, and speaketh the truth in his heart
- (Psalemn 16: 1.2)

### Motet 4
- The fool hath said in his heart, There is no God
- The Lord lokked dowsn from heaven upon the children of men
- to see if there were any that did understand and seek God.
- (Psalmen 14: 1.2)

## Zangstemmen
- sopranen
- alten
- tenoren
- baritons

## Discografie
- Uitgave Çedille: William Ferris Chorale; o.lv. Paul French; opname 2007/2008